# Rösttjärnen, Härjedalen
Rösttjärnen är en sjö i Härjedalens kommun i Härjedalen och ingår i Ljusnans huvudavrinningsområde.